# Armin Laschet
Armin Laschet (Aachen, 1961. február 18. –) német politikus (CDU), 2021. október 26-tól a német Bundestag tagja, 2022. január 24-től az Európa Tanács Parlamenti Közgyűlésének alelnöke.
2017. június 27-től 2021. október 26-ig Észak-Rajna-Vesztfália 11. miniszterelnöke, 2005-től 2010-ig az észak-rajna-vesztfáliai kabinet családminisztere volt. 2012 és 2021 között Laschet vezette az észak-rajna-vesztfáliai CDU-t, melyet a legerősebb párttá tett a 2017-es tartományi parlamenti választásokra.
2020-ban ringbe szállt a Kereszténydemokrata Unió (CDU) országos elnöki tisztségéért, miután Annegret Kramp-Karrenbauer bejelentette, hogy nem kívánja betölteni a párt elnöki posztját a következő pártkongresszus után. A koronavírus-járvány miatti többször halasztást szenvedett, 2021. január közepén megtartott, két napos, digitális pártkongresszus keretében lebonyolított elnökválasztáson, 2021. január 16-án Laschet a második fordulóban győzelmet aratott Friedrich Merz ellenében, így ő lett a Keresztyéndemokrata Unió elnöke. A 2021. szeptember 26-i választási vereséget követően, október 7-én lemondott a párt vezetéséről.

## Kezdeti évek, tanulmányok
Laschet három öccsével együtt egy katolikus középosztálybeli családban nőtt fel Aachen Burtscheid városrészében. Édesapja, Heinrich (Heinz) Laschet (*1934) egy aacheni általános iskola igazgatója, míg édesanyja, Marcella Laschet (született Frings, 1933–2013) háztartásbeli volt. A Laschet család Vallóniából származik; Laschet nagyapja, Hubert Laschet (1899–1984), a belgiumi Hergenrathból költözött Aachenbe.
Laschet már tizenévesen bekapcsolódott a burtscheidi Szent Mihály katolikus ifjúsági mozgalomba. Az aacheni püspöki Pius Gimnázium 1981-es befejezését követően Münchenben és Bonnban tanult jogot és politológiát, majd tanulmányait befejezve 1987-ben államvizsgázott.
Tanulmányai során a több katolikus diákegyesület tagja volt. 1987 és 1988 között Laschet újságíró gyakornok volt, majd 1994-ig a bajor televíziónak és rádióállomásoknak dolgozott független újságíróként. Ezek mellett a német parlament akkori elnökének, Rita Süssmuthnak, tudományos tanácsadójaként is tevékenykedett. 1991 és 1994 között az aacheni egyházmegye újságjának főszerkesztője, majd 1995 és 1999 között a katolikus Einhard Kiadó igazgatója volt.

## Politika
Laschet 1979-ben, 18 éves középiskolásként csatlakozott a CDU-hoz. 2001 és 2012 között a CDU aacheni kerületi elnöke volt. A 2008-as választást követően bekerült a CDU országos testületének végrehajtó bizottságába.

### Parlamenti tagságok
1989-ben Laschet az akkori CDU legfiatalabb tagjaként bekerült az aacheni városi tanácsba, és annak, 2004-ig, tagja is maradt.
Az 1994-es választásokon elnyerte aacheni választókerülete egyéni mandátumát, ezzel bekerült a Bundestagba. Az 1998-as parlamenti választásokon viszont elvesztette egyéni mandátumát, nem tudott újrázni, így nem lett képviselő az újonnan megalakult Bundestagban.
1999-ben európai parlamenti képviselővé választották. Itt elsősorban kül- és biztonságpolitikával, a nemzetközi kapcsolatokkal és a költségvetési politikával foglalkozott.

### Észak-Rajna-Vesztfália államminisztere
2005. június 24-én Rüttger kabinetjében Laschetet nevezték ki Észak-Rajna-Vesztfália újonnan létrehozott Ifjúsági, Családügyi, Nőügyi és Integrációs Minisztériumának államminiszterévé, ezzel Laschet lett az első ilyen minisztérium államminisztere egész Németországban. Liberális álláspontja és a CDU migrációs politikájával kapcsolatos nézetei miatt Laschetet a belső pártkritikusok gúnyosan Török-Arminnak nevezték. Hivatali ideje azzal zárult, hogy a Szociáldemokrata Párt (SPD) és a Zöldek (hivatalos, teljes nevükön Szövetség '90 /Zöldek), kisebbségi kormánykoalíciója vette át a kormányzást Hannelore Kraft vezetésével 2010. július 14-én.

### Képviselőség és pártelnökség
A 2010. május 9-én megtartott választásokon az Észak-Rajna-Vesztfáliai szövetségi tartományi gyűlés (parlament) képviselője lett (Mitglied des Landtages Nordrhein-Westfalen). Ezt követően az Észak-Rajna-Vesztfáliai, 2012. május 13-ra előrehozott választást követően is a tartományi parlament tagja maradhatott.
A 2012. június 30-i rendkívüli szövetségi tartományi pártkonferencián a küldöttek szavazatainak 77 százalékát elnyerve Laschet lett az Észak-Rajna-Vesztfáliai Kereszténydemokrata Unió elnöke.
2013. december 18-án Laschetet választották meg az Észak-Rajna-Vesztfáliai Kereszténydemokrata Unió parlamenti frakciójának elnökévé, így a szövetségi tartomány parlamentjének ő lett az ellenzéki vezetője.
Az Észak-Rajna-Vesztfáliában 2017. május 14-én tartott választáson Aachen 2. számú választókerületéből egyéni képviselőként jutott be a szövetségi tartomány parlamentjébe.

### Észak-Rajna-Vesztfália miniszterelnöke
Laschetet 2017. június 27-én Észak-Rajna-Vesztfália tizenegyedik miniszterelnökévé választották a CDU és az FDP nagykoalíciójának szavazataival, az ehhez szükséges szavazatokat már a parlamenti szavazás első fordulójában megszerezte.
Laschet a 2021-es szövetségi választás után a CDU észak-rajna-vesztfáliai tartományi listáján bejutott a Bundestagba. Mivel a tartomány alkotmánya tiltja, hogy a kormány tagjai egyidejűleg a Bundestag tagjai is legyenek, ezért Laschet 2021. október 25-én lemondott tisztségéről, de a 20. Német Bundestag alakuló üléséig ügyvivői minőségben még hivatalában maradt. Armin Laschet utódjának Hendrik Wüstöt, a korábbi észak-rajna-vesztfália közlekedési minisztert javasolta, akit 2021. október 30-án meg is választottak Észak-Rajna-Vesztfália új miniszterelnökének.

### A CDU elnöke
Miután Annegret Kramp-Karrenbauer 2020. február 10-én bejelentette, hogy még 2020 folyamán lemond a CDU pártvezetéséről, és a 2021-es szövetségi választásokon nem indul kancellárjelöltként, Laschet 2020. február 25-én egy országos sajtótájékoztatón jelentette be, hogy indul pártja elnökségéért, ezzel egyben a kancellárjelöltségért is. Alelnökjelöltjeként Jens Spahnt nevezte meg. Friedrich Merz és Norbert Röttgen, voltak a kihívói.
A koronavírus-járvány miatt az új CDU pártelnök megválasztására, többszöri halasztást követően, csak a 2021. január közepén megtartott kétnapos pártkongresszuson került sor, mely, a párt történetében először, teljes egészében, digitális módon zajlott. A kongresszus második napján, 2021. január 16-án, a hármas versengésben Laschet, Merztől lemaradva, az első körben csupán a szavazásra jogosult pártkongresszusi delegáltak  szavazatainak 38,42%-át nyerte el. A második fordulóban viszont 52,79 százalékkal, nagyon szoros előnnyel, győzött Merz előtt, így ő lett a CDU új elnöke.
Miután a 2021. szeptember 26-i a németországi szövetségi választáson kudarcot szenvedett pártja élén, október 7-én lemondott a párt vezetéséről. Helyét, a 2021. december 17-én megtartott pártelnökválasztáson, a harmadik próbálkozása során végre sikerrel járt Merz vette át.

### A CDU/CSU közös kancellárjelöltje
A CDU elnökválasztásán a szavazás során is megmutatkozott erős párton belüli megosztottság a kisebb, bajor testvérpárt, a CSU elnökének, Markus Södernek a CDU/CSU közös kancellárjelöltségéhez is vezethetett volna. A közvetlenül a CDU pártkongresszus előtt végzett közvélemény-kutatások eredménye szerint Södert a választók 55 százaléka, míg a CDU/CSU szimpatizánsok 80 százaléka tartotta jó kancellárjelöltnek, ugyanakkor Laschetről mindössze 27, illetve 32 százalék gondolta ugyanezt.
Söder a kivárás stratégiáját választotta, míg végül 2021. április 19-én, müncheni sajtótájékoztatóján bejelentette, hogy a szövetségi választásokhoz közeledve nem tűr halasztást a kancellárjelölt megnevezése, ezért a CDU aznap kezdődő elnökségi ülésének döntését mind ő, mind pártja, a CSU, magukra nézve vita nélkül elfogadja. Ezt követően, a CDU vezetőségének berlini, éjszakába nyúló ülését követően bejelentették, hogy titkos szavazáson végül az ülésen résztvevők 77,5 százaléka támogatta Laschetet, míg Södert mindössze 22,5 százaléknyian. Így végérvényessé vált, hogy a 2021 szeptemberében a CDU/CSU pártszövetség élén Armin Laschet áll csatasorba a kancellárság elnyeréséért. A kérdésre, hogy miért nem állt félre magától Söder kancellárjelöltté választásának útjából, hisz a közvélemény-kutatások szerint a CSU elnökénél lényegesen rosszabbak az esélyei, Laschet azt válaszolta, hogy jól emlékszik arra, hogy amikor a 2017-es észak-rajna-vesztfáliai tartományi parlamenti választás kampánya idején, az akkor hivatalban lévő SPD tartományi miniszterelnök, Hannelore Kraft ellen, hasonlóan kevés esélyt adtak neki a közvéleménykutatók, akkor a választáson mégis győzelmet aratott.

### Kampány a kancellárság elnyeréséért
Ezt követően Laschet a CDU-n belüli legnagyobb vetélytársa nálánál messze nagyobb népszerűségét úgy próbálta "becsatornázni" magához, hogy felvette kampánycsapatába Merzet, mondván,"sziládan a teambe tartozik", és gazdasági–, pénzügyi szakértelmével döntő segítséget nyújthat majd abban, hogy a pandémiát követő hatalmas kihíváson fenntartható módon lehessenek úrrá.
Laschet már a 2021 májusában, a Rajna-vidék-Pfalzban, tartott tartományi pártkongresszuson, arra szólított fel, hogy az előttük álló választási kampányban elsősorban a Zöldekre koncentráljanak, mint  politikai ellenfélre. Célként határozta meg, a piros-piros-zöld (SPD –Linke – Zöldek) koalíció létrejöttének megakadályozását.  Úgy tűnt, hogy bizonytalanul indult a kampánya, azzal szembesült, hogy a jobboldali irányvonalat kell erősítenie, hogy visszahódítsa a kormánykoalícióból kiábrándult szavazókat. A párt szász-anhalti választásokon aratott győzelme újra lendületet adott Laschetnak.
Laschet a CDU/CSU közös választási programját 2021. június 21-én Söderrel együtt mutatta be. A programban leszögezték, hogy a koronavírus-világjárvány leküzdése, a klímaváltozás, valamint a jólét és a szabadság megvédése globális kihívásokat jelentenek, ezért egy, a világra nyitott Németország megteremtése a céljuk, mely egyaránt törekszik a modernizáció és a zöld politika megvalósítására.
2021 júliusa ismét komoly népszerűségvesztést hozott Laschetnak. Egyrészt, amikor a tartományát, Észak-Rajna-Vesztfáliát érintett súlyos árvíz okozta válság miatt Frank-Walter Steinmeier a helyszínre, Erfstadtba, érkezett, az államfő beszéde alatt Laschet  a háttérben álldogálva beszélgetett és nevetgélt, amit a kamerák megörökítettek. Ez a momentum döntően hozzájárult ahhoz, hogy a tartományi miniszterelnök árvízügyi válságmenedzselését a megkérdezettek mindőssze 7 százaléka ítélte pozitívnak. Másrészt, a hónap végére kiderült, hogy a Zöldpárti kancellárjelölt társához, Annalena Baerbockhoz hasonlóan Laschetnak is plágiumvádakkal kell szembesülnie. A Die Aufsteigerrepublik. Zuwanderung als Chance című, 2009-ben írt könyvével kapcsolatban végül elismerte "hibáját" és bocsánatot kért.

### Szövetségi választás
A  2021. szeptember 26-i a németországi szövetségi választáson a kancellári poszt elnyeréséért Laschetnak Olaf Scholzcal, az SPD kancellárjelöltjével, valamint Annalena Baerbockkal, a Szövetség ’90/Zöldek kancellárjelöltjével kellett megküzdenie. Laschet, vetélytársaival ellentétben, nem mérette meg magát egyéni választási körzetben.
A  közvélemény-kutatások előrejelzései beigazolódtak, Scholz és az SPD szerezte a legtöbb szavazatot (25,7 százalékot), míg Laschet és a CDU/CSU minden idők legrosszabb eredményét érték el (24,1 százalékot), Baerbock és a Zöldek a tavasszal mért népszerűségük felét sem érték el, kiábrándító 14,8 százalékos eredményükkel a harmadik helyen végeztek. A harmadik helyért folytatott küzdelemben az FDP csak kevéssel maradt le a Zöldektől (11,5 százalék), ők lettek a "királycsinálók". Ennek tudatában az egymástól való hatalmas ideológiai különbségek ellenére, a választásokat követően, el is kezdtek tárgyalni egymással a legkisebb közös többszörös megtalálásával a politikai hatalommaximalizálásuk elérése érdekében. Az SPD és az Unió viszonylag kis választási eredménykülönbsége miatt az sem kizárt, hogy végül az utóbbi alakíthat kormányt. A Zöldeknek inkább az SPD, míg az FDP-nek a CDU/CSU lenne a természetes szövetségese. Az AfD 10,3 százalékot, míg a Linke 4,9 százalékot ért el a szövetségi választáson. A választásokat követően Armin Laschet vállalta személyes felelősségét a kiábrándító eredményért, és lemondott mind pártelnökségéről, mind tartományi miniszterelnökségéről.

### A német Bundestag tagja (2021-től)
Armin Laschet a 2021-es Bundestag-választás után a CDU észak-rajna-vesztfáliai tartományi listáján bejutott a Bundestagba.

### Az Európa Tanács Parlamenti Közgyűlésének alelnöke (2022 –)
2022. január 24-én az intézmény 47 tagállamának parlamenti képviselői Laschetet választották az Európa Tanács Parlamenti Közgyűlésének új alelnökévé.

## Belpolitika
- Laschetet mind pártján belül, mind azon kívül merkelistának tartják, aki teljes mértékben bírja Merkel kancellárasszony támogatását.[48]
- Laschet a CDU-n belül liberális-mérsékeltnek tekinthető, olyannak, aki –Észak-Rajna-Vesztfáliához hasonlóan– országos szinten is nyitott lehet akár a zöldekkel és a liberálisokkal való koalíciókötésre is, amennyiben az SPD  leszorul a CDU/CSU pártszövetség utáni második helyről  a választásokon.[48][49]
- 2018 májusa óta Laschet a CDU egyik olyan politikusa, aki támogatja a CO2-adó javaslatát.[50]
- Laschet kizárta a Horst Seehofer által követelt autópályadíj bevezetését, és kijelentette: „Ma már az autósok az ország fejőstehenét jelentik. Több üzemanyag- és járműadót fizetnek, mint amennyit az állam költ az infrastruktúrára."[51]

## Külpolitika
Laschet úgy véli, hogy Németország nem eléggé felkészült a világpolitikai kihívásokra. Véleménye szerint az országnak nincs meg az akarata ahhoz, hogy más nagyhatalmaktól, például Oroszországtól vagy az Egyesült Államoktól független külpolitikát folytasson. Laschet az EU-tól is több stratégiai gondolkodást és cselekvést remél, mondván, hogy "alkalmassá kell válnia a globális politikára".
2015-ben Laschetet bírálták, amiért nem állt ki a német érdekek mellett, amikor kiderült, hogy az amerikai hírszerző ügynökségek illegálisan kémkednek német állampolgárok és vállalkozások után. 2015-ben német szakértők becslése szerint a kétezres évekre az amerikai ipari kémkedés már évente legalább 10 milliárd euró gazdasági veszteséget okozott az ellopott találmányok és fejlesztési projektek miatt – ez a szám azóta valószínűleg csak nőtt a digitalizáció térnyerése miatt. E leleplezések ellenére Laschet támogatta Angela Merkel politikáját.
Laschetet egyes kritikusok úgy tekintik, mint aki puha álláspontot képvisel Vlagyimir Putyin elnök kormányával szemben. A Foreign Policy cikkében rámutatott, hogy Laschet támogatását fejezte ki az Északi Áramlat 2 és a Kínával való szorosabb kapcsolat mellett, és ellenzi a Huawei kizárását a német 5G hálózatból. A német Szövetségi Információbiztonsági Hivatal azonban támogatta Laschet álláspontját, mondván, hogy a Huawei hardverével és szoftverével kapcsolatos átfogó vizsgálatok nem hoztak bizonyítékot a jogsértésre, és a kizárás nem indokolt. A Foreign Policy továbbá azzal érvel, hogy Laschet ellenezte Putyin "démonizálását" is a Krím orosz annektálása miatt. Ugyanakkor Laschet szerint Németországnak növelnie kellene a katonai kiadásokat és nagyobb részt kellene vállalnia a katonai terhekből a NATO-n belül. Úgy vélte, hogy a Bundeswehrnek nagyobb felelősséget kellene vállalnia Afrikában, a Földközi-tenger környékén és Maliban.
2018-ban Laschet lemondta fellépését a Ruhrtriennale művészeti és zenei fesztiválon, mivel a fesztivál lehetővé tette a BDS palesztin mozgalom támogatóinak fellépését. 2021-ben támogatást ígért Izraelnek: "Fenntartás nélkül Izrael mellett állunk."
2013-ban Laschet bírálta Guido Westerwelle külügyminisztert, amiért az támogatta a szíriai polgárháborúban a lázadókat: "Abszurd, hogy ugyanazokat az embereket, akik ellen Maliban harcolunk, támogatják Szíriában. A Katarból és Szaúd-Arábiából finanszírozott al-Nuszra és al-Kaida terrorista csoportok azok, akik bevezetik a saría bíróságokat és harcolnak Szíria vallási sokszínűsége ellen." 2013-ban Laschet bírálta Westerwelle követelését is, hogy a 2013-as egyiptomi puccs után engedjék szabadon Mohammed Murszi volt elnököt, mivel Murszi alatt a kisebbségek és különösen a keresztények szenvedtek.[
Laschet a nyugati csapatok Afganisztánból való kaotikus kivonását és Kabul 2021 augusztusában a tálibok kezére történő átadását "a legnagyobb kudarcnak nevezte, amelyet a NATO fennállása óta elszenvedett".

## Vallási, kisebbségi kérdések
- A migránsok jogai bajnokának tekintik.[61]
- Észak-Rajna-Vesztfália integrációs minisztereként párbeszédet szorgalmazott a muszlimokkal.
- Ugyanakkor szorgalmazta a fejkendő betiltását a 14 évesnél fiatalabb lányok számára.[62]
- 2008-ban elvárásként fogalmazta meg, hogy a keresztények jobban hallassák hangjukat, ha úgy látják, hogy hitüket kigúnyolják.[62]
- Laschet elutasította az azonos neműek – Németországban 2017-ben legálissá vált – házassága és a hagyományos házasság közötti egyenlőségtételt.[63][64]
- Ennek ellenére Jens Spahn egészségügyi minisztert, egy házas meleg férfit nevezte meg alelnökjelöltjeként.[61]

## Kultúra, művészetek, nyelvek
- 2019. január 1-je óta Laschet a Németországi Szövetségi Köztársaság képviselője kulturális kérdésekben a francia–német együttműködés keretében. Laschet az Európai Tudományos és Művészeti Akadémia tagja és az ENSZ Német Társasága Elnökségének tagja.
- Folyékonyan beszél franciául,[61] angol nyelvtudásáról viszont nem lehet ugyanezt elmondani.[65] Kevésbé erős angolját többször felhozták ellene a pártelnökségért folytatott versengés során.[66]
- 2014 és 2016 között a missio igazgatótanácsának tagja volt Aachenben, és 2017 óta a pro missio Alapítvány nagykövete.[67] 2016-ig a Német Katolikusok Központi Bizottsága (ZdK) közgyűlésének tagja volt. Tagja volt az Adalbert Alapítvány kuratóriumának is.
- 2018 óta a kölni karnevál tiszteletbeli szenátora.

## Család
Gyermekkora óta az Aachen-Burtscheidi Szent Mihály templom gyülekezetének tagja. Ott ismerte meg feleségét, Susanne Laschetet (születési nevén Susanne Malangré), akinek a felmenői, hasonlóan Laschet családjához, szintén Vallóniából származnak. Édesapja, Heinz Malangré, vezette a templom ifjúsági kórusát.
1985-ben házasodtak össze. Jelenleg is Aachen elegáns városrészében, Burtscheidben élnek, három felnőtt gyermekük van, két fiuk és egy lányuk. Egyik fia, Johannes Laschet, blogger és modell, aki öltözködési tanácsokkal látja el édesapját is.

## Ars poetica
A keresztény értékek a mai napig nagy szerepet játszanak életemben, még akkor is, ha néha veszekszem a katolikus egyházzal. A Kereszténydemokrata Unió alapvető megkülönböztető jegye nem a konzervativizmus kell hogy legyen, hanem a keresztény emberkép, amely mindenek felett áll.

## Fordítás
Ez a szócikk részben vagy egészben  az   Armin Laschet című német Wikipédia-szócikk ezen változatának fordításán alapul.  Az eredeti cikk szerkesztőit annak laptörténete sorolja fel. Ez a jelzés csupán a megfogalmazás eredetét és a szerzői jogokat jelzi, nem szolgál a cikkben szereplő információk forrásmegjelöléseként.